# 720i
Le terme 720i est un format d'affichage vidéo correspondant à une définition de 720 lignes de balayage (généralement 1 280 × 720 pixels pour une image numérique), la lettre i indique que l’image est entrelacée en deux champs de 360 lignes chacune (plus un nombre entier lignes noires ajoutées dans chaque trame vidéo au-dessus et en dessous du champ d’affichage, et une demi-ligne noire à la fin de la première trame ou au début de la seconde, de façon à réaliser l'entrelacement).
Ce format ne fait partie d'aucun standard actuel de diffusion : il est souvent utilisé par erreur pour référencer le format 720p qui, lui, est inclus dans la norme HD Ready.